# جيمس جاي جيبسون
جيمس جاي جيبسون (بالإنجليزية: James J. Gibson)‏ هو أستاذ جامعي وعالم نفس أمريكي، ولد في 27 يناير 1904 في مك كونيلسفيل في الولايات المتحدة، وتوفي في 11 ديسمبر 1979 في نيويورك في الولايات المتحدة. تحدى غيبسون الفكرة التي تفترض أن الجهاز العصبي يعمل بنشاط على بناء الإدراك البصري الواعي، وروج عوضًا عن ذلك لعلم النفس البيئي الذي يرى العقلُ من خلاله المحفزاتِ البيئية دون بناء أو معالجة إدراكية إضافية. صنفته الدورية العلمية التي تحمل عنوان مراجعة لدراسة علم النفس في عام 2002 في المرتبة 88 من بين أكثر علماء النفس الذين يُستشهد بهم في القرن العشرين، مع كل من جون غارسيا، وديفيد روميلهارت، ولويس ليون ثورستون، ومارغريت فلوي واشبورن، وروبرت س. وودورث.

## سيرته الذاتية

### نشأته
وُلد جيمس في مك كونيلسفيل، أوهايو، في 27 يناير من عام 1904، لتوماس وغيرترود غيبسون. كان أكبر أطفالهما الثلاث ولديه شقيقان أصغر هما توماس ووليام. عمل والد غيبسون في محطة السكك الحديدية المركزية في ولاية ويسكونسن، بينما عملت والدته بصفتها مدرسة. اضطر غيبسون إلى السفر والانتقال كثيرًا بسبب عمل والده في السكك الحديدية، فتنقلوا في جميع أنحاء داكوتا وويسكونسن إلى أن استقروا أخيرًا في ضاحية ويلميت.
صحب والد غيبسون في رحلة بالقطار عندما كان صبيًا صغيرًا، ويتذكر غيبسون أنه لطالما فُتن بالطريقة التي يظهر بها العالم البصري أثناء الحركة، إذ كان يبدو في اتجاه القطار أنه يتدفق في نفس الاتجاه ويتسع، بينما يتقلص عند نظر غيبسون إلى خلف القطار. أثارت هذه التجارب اهتمام غيبسون بالتدفق البصري والمعلومات البصرية التي تتولد عن وسائل النقل المختلفة. طبق غيبسون انبهاره هذا في وقت لاحق من حياته على دراسة الإدراك البصري للطائرات أثناء طيرانها وهبوطها.

### التعليم والحياة المهنية
بدأ غيبسون مسيرته الجامعية في جامعة نورث وسترن، لكنه انتقل بعد العام الأول إلى جامعة برنستون، حيث تخصص في الفلسفة. تأثر غيبسون بالعديد من الأساتذة أثناء وجوده في جامعة برنستون مثل إدوين ب. هولت الذي دعا إلى الواقعية الجديدة، وهربرت س. لانغفيلد الذي كان قد علم غيبسون دروسًا في علم النفس التجريبي، التي قرر بعد الانتهاء منها البقاء في جامعة برينستون بصفته طالب دراسات عليا، ليحصل بعد ذلك على الدكتوراه في عام 1928، التي ركز فيها على ذاكرة الأشكال البصرية.
ألهم إدوين هولت -الذي كان قد درس على يد وليام جيمس- غيبسون ليصبح تجريبيًا راديكاليًا. كان هولت مرشدًا لغيبسون الذي لربما لم يقرأ أعمال وليام جيمس بشكل مباشر، إلا أن هولت شكل صلة وصل بين الاثنين. كانت نظرية هولت في السلوكية الجزيئية سببًا في تحول فلسفة جيمس من المذهب التجريبي الراديكالي إلى علم النفس. يجادل هيفت بأن عمل جيسون كان تطبيقًا لأعمال وليام جيمس، ويعتقد غيبسون أن الإدراك مباشر ومُجدٍ. ناقش غيبسون معنى الإدراك من خلال نظريته عن إمكانية الفعل، وتأثر بمذهب جيمس المحايد، فليس هنالك ما هو عقلي أو جسدي فقط.
بدأ غيبسون حياته المهنية في كلية سميث حيث درس علم النفس وقابل اثنتين من الشخصيات المؤثرة في حياته، كان أحدهما عالم النفس الغشتالتي كيرت كوفكا. على الرغم من عدم تأييده لعلم النفس الغشتالتي، اتفق غيبسون مع اعتقاد كوفكا أن التحقيقات الأولية لعلم النفس يجب أن تكون مشكلات تتعلق بالإدراك. كانت زوجة غيبسون إليانور جاك، التي قابلها في كلية سميث، الشخصية المهمة الثانية. أصبحت إليانور عالمة نفس بارزة ومعروفة بتحقيقاتها مثل «الجرف البصري». تزوج الثنائي في 17 سبتمبر من عام 1932، وأنجبا طفلين هما جيمس جيروم جونيور في عام 1940، وجين غرير في عام 1943.
دخل غيبسون إلى الجيش الأمريكي في عام 1941، حيث أصبح مدير وحدة لبرنامج علم نفس الطيران التابع للقوات الجوية خلال الحرب العالمية الثانية. شكل تأثير الطيران على الإدراك البصري أمرًا مهمًا بالنسبة له، فاستخدم النتائج التي توصل إليها للمساعدة في تطوير اختبارات الكفاءة البصرية لفحص المتقدمين التجريبيين. ترقى في عام 1946 إلى رتبة مقدم، وعاد إلى كلية سميث بعد انتهاء الحرب لفترة قصيرة بدأ خلالها بتأليف كتابه الأول «إدراك العالم البصري»، الذي ناقش فيه الظواهر البصرية مثل تدرج نسيج شبكية العين والتدرج الحركي لشبكية العين. انتقل غيبسون إلى جامعة كورنيل قبل نشر الكتاب في عام 1950، حيث واصل التدريس وإجراء البحوث حتى نهاية حياته.

### الجوائز والتكريمات
فاز غيبسون بميدالية وارن بعد نشره كتابه في عام 1950 بصفته عضوًا في جمعية علماء النفس التجريبي في عام 1952. أصبح أيضًا رئيس قسم في الجمعية الأمريكية لعلم النفس وفي جمعية علم النفس الشرقية. حصل على جائزة المساهمة العلمية المتميزة في عام 1961 من ضمن العديد من الجوائز الأخرى، وأصبح زميلًا في معهد الدراسات المتقدمة في جامعة برينستون وزميلًا في مركز الدراسات المتقدمة في العلوم السلوكية في جامعة ستانفورد. انتُخب غيبسون في عام 1967 عضوًا في الأكاديمية الوطنية للعلوم، وحصل على الدكتوراه الفخرية من جامعتي إدنبرة وأوبسالا.
توفي غيبسون في إيثاكا، نيويورك في 11 ديسمبر من عام 1979 عن عمر ناهز 75 عامًا.

## مساهماته الكبيرة وأعماله

### نهج غيبسون في الإدراك البصري
كان السؤال الذي دفع غيبسون إلى بحثه في الإدراك هو «كيف نرى العالم بالطريقة التي نفعل؟»، ما حرضه على أبحاثه التجريبية والبيئية وكيف ذكرت التجارب الفردية البيئة. اتبع جيمس طريقتين أساسيتين لإصلاح الطريقة التي ينظر بها علم النفس إلى الإدراك. الطريقة الأولى هي أن قوالب التحفيز الخاصة بنا تتأثر بكائن حي متحرك، وقد وضح ذلك من خلال بحثه حول المصفوفات البصرية. أما الطريقة الثانية، فقد صاغ فيها فكرة أن يكون الفضاء ثلاثي الأبعاد مفاهيميًا، فالإدراك بالنسبة لغيبسون هو تجميع لبيئة الشخص وكيفية تفاعله معها.
نُشرت مساهمات جيمس غيبسون المهمة التي أنجزها خلال حياته في ثلاثة من أعماله الرئيسية: إدراك العالم البصري (1950)، والحاسة المعتبرة من الأنظمة الإدراكية (1966)، والنهج البيئي للإدراك البصري (1979).
استمد جيسون جزءًا كبيرًا من عمله في الإدراك من الوقت الذي أمضاه في سلاح الجو الأمريكي، إذ تطرق خلال تلك الفترة إلى الأفكار التي تتناول وجود إدراك حتمي للوظائف اليومية، وقد يكون عمله هو السبب الأول وراء ظهور الاختلاف الواضح بين أنواع الإدراك. يُعتبر إدراك الشكل، من ناحية، أنه عرض لمظهرين ثابتين، في حين أن إدراك الكائن يتضمن أن يكون أحد المظهرين في حالة الحركة. وضع غيبسون خلال حياته الأساس لأبحاث الإدراك التجريبي، وعمل على تكييف وفحص الخطوط المنحنية، التي أصبحت مقدمة للبحوث الإدراكية في وقت لاحق. رفض عمله الأساسي وجهة النظر القائلة إن الإدراك في حد ذاته لا معنى له، بل جادل بكون المعنى مستقلًا عن المدرك، وادعى أن البيئة هي التي تقرر الإدراك، وأن المعنى هو ما «تقدمه» البيئة للمراقب.

## وصلات خارجية
- جيمس جاي جيبسون على موقع الموسوعة البريطانية (الإنجليزية)